# Хуан Еснайдер
Хуан Едуардо Еснайдер Белен (ісп. Juan Eduardo Esnáider; нар. 5 березня 1973, Мар-дель-Плата) — аргентинський футболіст, що грав на позиції нападника. Його прізвище — іспанський варіант німецької прізвище Шнайдер, що означає «кравець». У нього в роду були поволзькі німці й іспанці.
Провівши більшу частину своєї професійної кар'єри в Іспанії, він був відомий як потужний нападник (добре грав головою) із запальним характером. Іспанський етап кар'єри він почав у мадридському «Реалі», але майже не грав у першій команді, надалі він представляв ще чотири команди, в основному «Реал Сарагоса» і зіграв у Ла Лізі загалом 197 матчів, забивши 74 голи.

## Клубна кар'єра
Народився в Мар-дель-Платі, провінція Буенос-Айрес, і почав свою футбольну кар'єру в «Ферро Карріль Оесте». Він дебютував на професійному рівні 2 вересня 1990 року в матчі проти «Велес Сарсфілд». Після шести ігор за «Ферро» він був куплений мадридським «Реалом». Він зіграв два матчі за першу команду в сезоні 1990/91, а також забив майже два десятки голів за резервну команду у другому дивізіоні.
Однак, Еснайдер не зміг закріпитися в основній команді «Реалу» і перейшов на правах оренди в «Сарагосу» на сезон 1993/94 (з правом подальшого викупу). У новому клубі він швидко перетворився в одного з найкращих нападників Іспанії. Еснайдер допоміг клубу виграти Кубок володарів кубків 1994/95, забивши у фіналі у ворота лондонського «Арсеналу» (2:1). У рейтингу бомбардирів турніру він поступився лише Іану Райту, він також забив 16 голів в Ла Лізі.
«Реал Мадрид» заплатив «Сарагосі» за Еснайдера в два рази більше, ніж отримав у липні 1995 року, але гравець забив лише один гол у ворота «Тенеріфе», а «Реал» провально завершив сезон. У сезоні 1996/97 Еснайдер підписав контракт з «Атлетіко Мадрид» (який в попередньому сезоні оформив історичний «золотий дубль») і знову почав демонструвати свій найкращий футбол, забивши 16 голів.
Після відходу з «Атлетіко» Еснайдер приєднався до каталонського «Еспаньйола» і провів ще один хороший для себе сезон, забивши 13 голів. У січні 1999 року він був підписаний «Ювентусом» приблизно за 7 млн євро, клуб потребував заміни травмованому Алессандро Дель П'єро, але Еснайдер так і не зміг закріпитися в клубі. Наприкінці грудня 2000 року він повернувся в «Сарагосу» і забив 11 голів в 17 матчах, чим допоміг клубу уникнути вильоту (зокрема, 14 квітня 2001 року «Сарагоса» зіграла внічию 4:4 із «Барселоною»). Крім того, команда дійшла до фіналу кубку Іспанії, де з рахунком 3:1 обіграла «Сельту».
Згодом кар'єра Еснайдера пішла на спад, він виступав за «Порту» (прибув до клубу на сезон пізніше свого співвітчизника Хуана Антоніо Піцці, який також залишив команду через кілька місяців), «Рівер Плейт», «Аяччо», «Реал Мурсія» та «Ньюеллс Олд Бойз», де і завершив кар'єру.

## Виступи за збірну
Еснайдер представляв збірну Аргентини у трьох матчах, його дебют відбувся 21 грудня 1995 року. У першому ж матчі він відзначився дублем у ворота Венесуели, суперник був розгромлений з рахунком 6:0. До того він виступав за молодіжну збірну на чемпіонаті світу 1991 року у Португалії.

## Кар'єра тренера
З травня 2008 року Еснайдер має ліцензію професійного тренера.
27 квітня 2009 року він був призначений асистентом головного тренера «Хетафе», свого колишнього товариша по «Реал Мадриду», Мічела. За останні п'ять матчів сезону 2008/09 вони встигли врятувати команду від вильоту в другий дивізіон.
10 червня 2011 року Еснайдер став новим спортивним директором академії «Сарагоси» і тренером фарм-клубу. Друга команда «Сарагоси» грала у третьому дивізіоні і відчувала брак фінансування, він покинув клуб після закінчення сезону.
9 квітня 2013 року він підписав річний контракт з «Кордовою», за підсумками останніх дев'яти ігор сезону 2012/13 команда посіла 14-е місце. Після закінчення сезону іспанський клуб вирішив замінити його на Пабло Вілью.
12 квітня 2016 року очолив «Хетафе» із завданням уникнути вильоту з Ла Ліги. Хоча він зміг вивести команду з зони вильоту, поразка в останній день відправила команду до Сегунди. Загалом він заробив 8 очок за 6 турів. Незважаючи на виліт клуб продовжив контракт Еснайдера, але після невдалого старту в Сегунді (1 перемога в 7 турах) Еснайдер 26 вересня 2016 року був звільнений з поста головного тренера «Хетафе», в якому він пропрацював менше півроку.
26 листопада 2016 року був призначений тренером клубу другої японської Джей-ліги «ДЖЕФ Юнайтед Ітіхара Тіба», взявши у помічники свого співвітчизника Маркоса Гільєрмо Самсо, разом з яким починав ігрову кар'єру в клубі «Ферро Карріль Оесте».

## Статистика
| Збірна Аргентини | Збірна Аргентини | Збірна Аргентини |
| Роки             | Ігри             | голи             |
| ---------------- | ---------------- | ---------------- |
| 1995             | 1                | 2                |
| 1996             | 1                | 0                |
| 1997             | 1                | 0                |
| Усього           | 3                | 2                |

## Досягнення
- Чемпіон Аргентина: 2002 (Клаусура)
- Володар Кубка Іспанії: 1992–93, 1993–94, 2000–01
- Володар Кубка володарів кубків УЄФА: 1994-95

## Характер
Під час своєї гри за «Сарагосу» і «Атлетіко Мадрид» Еснайдер багатьма вважався одним з найперспективніших форвардів у європейському футболі. Однак, його гра часто залишалася в тіні його грубого і нечесного поводження в ряді матчів.
Після незабитого пенальті в матчі «Атлетіко» проти «Аякса» в сезоні 1996/97 Ліги чемпіонів він пішов у грубий підкат з двох ніг на захисника «Аякса» Ріхарда Вітчге, але отримав лише жовту картку. Через кілька хвилин тренер Радомир Антич замінив Еснайдера, той пішов з поля, викрикуючи лайки. На наступний день президент «Атлетіко» Хесус Хіль виставив його на продаж.
В одному з останніх матчів сезону 2000/01, коли «Сарагоса» боролася за збереження свого місця в еліті, Еснайдер вдарив гравця «Сельти» ліктем і був видалений. Нібито Еснайдер був злий після того, як йому розповіли, що на наступний сезон «Сарагоса» не буде мати потреби в його послугах. Гравець, однак, заперечував, що це стало основною причиною інциденту.

## Особисте життя
Після закінчення кар'єри гравця і до початку тренерської кар'єри Еснайдер працював спортивним коментатором у програмі «Directo Fútbol» на каналі «D'aragón TV». 
Його син, Хуан Еснайдер Руїс (нар. 1992), також футболіст і грав за «Сарагосу». Інший син, Фернандо Еснайдер (1995—2012), також займався в академії «Сарагоси», але помер в грудні 2012 року на Різдво через хворобу.